# Wereldkampioenschappen openwaterzwemmen 2023
De wereldkampioenschappen openwaterzwemmen 2023 werden van 15 tot en met 20 juli 2023 gehouden in het Seaside Momochi Beach Park in Fukuoka, Japan. Het toernooi was onderdeel van de wereldkampioenschappen zwemsporten 2023.

## Programma
| Onderdeel       | Juli | Juli | Juli | Juli | Juli | Juli | Juli |
| Onderdeel       | 15   | 16   | 17   | 18   | 19   | 20   |      |
| --------------- | ---- | ---- | ---- | ---- | ---- | ---- | ---- |
| 10 km (m)       |      | Goud |      |      |      |      |      |
| 5 km (m)        |      |      |      | Goud |      |      |      |
|                 |      |      |      |      |      |      |      |
| 10 km (v)       | Goud |      |      |      |      |      |      |
| 5 km (v)        |      |      |      | Goud |      |      |      |
|                 |      |      |      |      |      |      |      |
| Landenwedstrijd |      |      |      |      |      | Goud |      |
| Totaal          | 1    | 1    |      | 2    |      | 1    |      |

## Medailles

### Mannen
| Onderdeel | Goud                        | Goud      | Zilver                      | Zilver    | Brons                    | Brons     |
| --------- | --------------------------- | --------- | --------------------------- | --------- | ------------------------ | --------- |
| 5 km      | Florian Wellbrock Duitsland | 53.58,0   | Gregorio Paltrinieri Italië | 54.02,5   | Domenico Acerenza Italië | 54.04,2   |
| 10 km     | Florian Wellbrock Duitsland | 1:50.40,3 | Kristóf Rasovszky Hongarije | 1:50.59,0 | Oliver Klemet Duitsland  | 1:51.00,8 |

### Vrouwen
| Onderdeel | Goud                  | Goud      | Zilver                          | Zilver    | Brons                         | Brons     |
| --------- | --------------------- | --------- | ------------------------------- | --------- | ----------------------------- | --------- |
| 5 km      | Leonie Beck Duitsland | 59.31,7   | Sharon van Rouwendaal Nederland | 59.32,7   | Ana Marcela Cunha Brazilië    | 59.33,9   |
| 10 km     | Leonie Beck Duitsland | 2:02.34,0 | Chelsea Gubecka Australië       | 2:02.38,1 | Katie Grimes Verenigde Staten | 2:02.42,3 |

### Gemengd
| Onderdeel       | Goud                                                                             | Goud      | Zilver                                                               | Zilver    | Brons                                                             | Brons     |
| --------------- | -------------------------------------------------------------------------------- | --------- | -------------------------------------------------------------------- | --------- | ----------------------------------------------------------------- | --------- |
| Landenwedstrijd | Italië Barbara Pozzobon Ginevra Taddeucci Domenico Acerenza Gregorio Paltrinieri | 1:10.31,2 | Hongarije Bettina Fábián Anna Olasz Kristóf Rasovszky Dávid Betlehem | 1:10.35,3 | Australië Chelsea Gubecka Moesha Johnson Nicholas Sloman Kyle Lee | 1:11.26,7 |

### Medaillespiegel
| Plaats | Land             | Goud | Zilver | Brons | Totaal |
| 1      | Duitsland        | 4    | 0      | 1     | 5      |
| 2      | Italië           | 1    | 1      | 1     | 3      |
| 3      | Hongarije        | 0    | 2      | 0     | 2      |
| 4      | Australië        | 0    | 1      | 1     | 2      |
| 5      | Nederland        | 0    | 1      | 0     | 1      |
| 6      | Brazilië         | 0    | 0      | 1     | 1      |
| 6      | Verenigde Staten | 0    | 0      | 1     | 1      |
| Totaal | Totaal           | 5    | 5      | 5     | 15     |